# Ammodendron conollyi
Ammodendron conollyi är en ärtväxtart som beskrevs av Pierre Edmond Boissier. Ammodendron conollyi ingår i släktet Ammodendron och familjen ärtväxter. Inga underarter finns listade i Catalogue of Life.